# Chloris elata
Chloris elata là một loài thực vật có hoa trong họ Hòa thảo. Loài này được Desv. mô tả khoa học đầu tiên năm 1831.